# کاراسو
کاراسو (به اسپانیایی: Carazo, Burgos) یک شهرستان در اسپانیا است.